# Крупиница
Кру́пиница (словац. Krupinica) — река на юге Словакии, правый приток нижнего Ипеля, протекает по территории районов Зволен, Крупина и Левице.
Длина Крупиницы составляет 66,25 км, площадь водосборного бассейна — 550,965 км².
Крупиница начинается в горном массиве Яворье, потом течёт между массивами Штьявницке-Врхи и Крупинска-Планина, преимущественно на юго-юго-запад. Протекает через город Крупина. Впадает в Ипель между Грковце и Шаги.
Главный приток — Литава.
Согласно данным начала 1980-х годов, около 30 % площади водосбора занимали леса.